# Huila (Colombie)
Pour les articles homonymes, voir Huila.
Huila est l'un des 32 départements de la Colombie. Il a été créé par la loi 46 en 1905 et ratifié en 1910 par le décret 340. Sa capitale est Neiva.

## Histoire
Les Espagnols découvrirent un territoire où dominait une culture, a posteriori appelée Saint Augustin. Les premiers conquistadors arrivèrent en 1530 menés, au sud, par Sebastián de Belalcázar et au nord par Gonzalo Jiménez de Quesada. La colonisation donna lieu a de violents affrontements avec les groupes indigènes qui furent finalement tués par les troupes espagnoles.
Le territoire a fait partie de la province de Popayán jusqu'en 1610, année où a été créée la province de Neiva. Après l'indépendance, il a été rattaché au département de Cundinamarca jusqu'en 1861. Avec le Tolima ils formèrent le « Gran Tolima ». En 1905, la division départementale fut créée pour être ratifiée de façon définitive en 1910.
Le département a connu en 2022 une embuscade dans laquelle sont morts 7 policiers, et qui porte son nom.

## Les limites géographiques
- Au nord avec les départements de Tolima, Cundinamarca et Bogota

- À l'est avec le département Meta

- Au sud avec les départements de Caquetá et Cauca.

- À l'ouest avec le département Cauca.

## Géographie
Localisée dans le sud-est du pays, Huila a une superficie de 19 890 km2 et un climat chaud.
Il fait partie du bassin hydrologique du fleuve Magdalena. Au sud du département prennent naissance les cordillères Centrale et Orientale. Les autres rivières du département sont « El aipe », « Páez », « La Plata », « San Francisco », « Yaguará » et « Suaza ». On trouve également le barrage hydraulique de Betania. Parmi les plus grands sommets figurent le mont de Huila (5 750 m) ou encore la sierra des « Coconucos ».

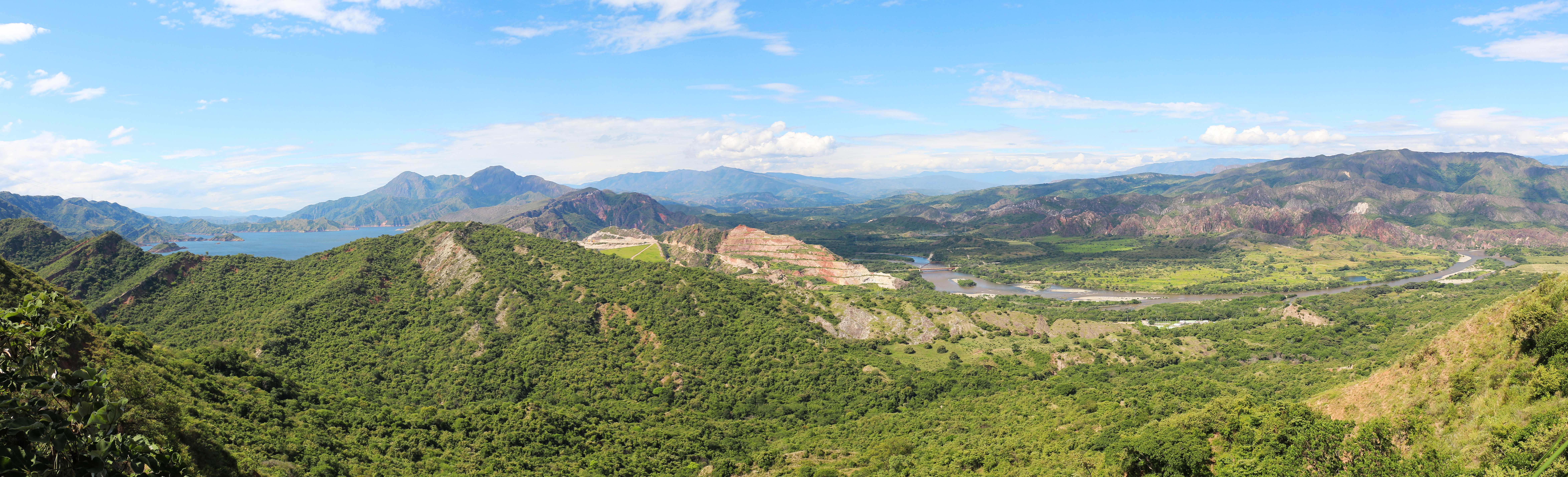
Paysage près de Gigante

## Démographie

### Population
| 1985    | 1990    | 1995    | 2000    | 2005      | - | - | - | - |
| ------- | ------- | ------- | ------- | --------- | - | - | - | - |
| 722 282 | 788 145 | 863 386 | 938 304 | 1 011 418 | - | - | - | - |

### Ethnographie
- Métis et Blanc (97,8%)
- Noir ou Afro-colombien (1,17%)
- Roms (0,00%)

## Municipalités
Le département de Huila comporte 37 municipalités réparties dans 4 sous régions : Subnorte, Subcentro, Subsur et Suboccidente
| Subnorte | Subcentro                                                               | Suboccidente                                        | Subsur                                                                                                 |
| --- | ----------------------------------------------------------------------- | --------------------------------------------------- | --- |
| Aipe • Algeciras • Baraya • Campoalegre • Colombia • Hobo • Iquira • Neiva • Palermo • Rivera • Santa María • Tello • Teruel • Villavieja • Yaguará | Altamira • El Agrado • Garzón • Gigante • El Pital • Guadalupe • Tarqui | La Argentina • La Plata • Nátaga • Paicol • Tesalia | Acevedo • Elías • Isnos • Oporapa • Palestina • Pitalito • Saladoblanco • San Agustín • Suaza • Timaná |

## Économie
L'activité la plus importante est l'agriculture avec la culture mécanisée du riz ainsi que la production de sorgho,  banane, café, manioc, canne à sucre, maïs et fruits. L'élevage est la deuxième source de revenus grâce au lait et à la viande. Il y a également quelques mines de charbon, or, argent et cuivre. Certaines municipalités pratiquent l'exploitation forestière et d'autres l'exploitation pétrolière ce qui apporte au pays et au département une importante source de revenus et d'emploi grâce aux royalties.

## Gouvernement
La principale autorité administrative est un gouverneur élu pour un mandat de quatre ans. Du 1er janvier 2008 au 31 décembre 2011 ce poste fut occupé par le docteur Luis Jorge Sanchez.

## Tourisme
Pour différentes raisons, le département de Huila est une excellente zone touristique, c'est ainsi l'unique département colombien à avoir cinq parcs nationaux. Tous les climats et reliefs se trouvent sur ces terres.

### Sites touristiques

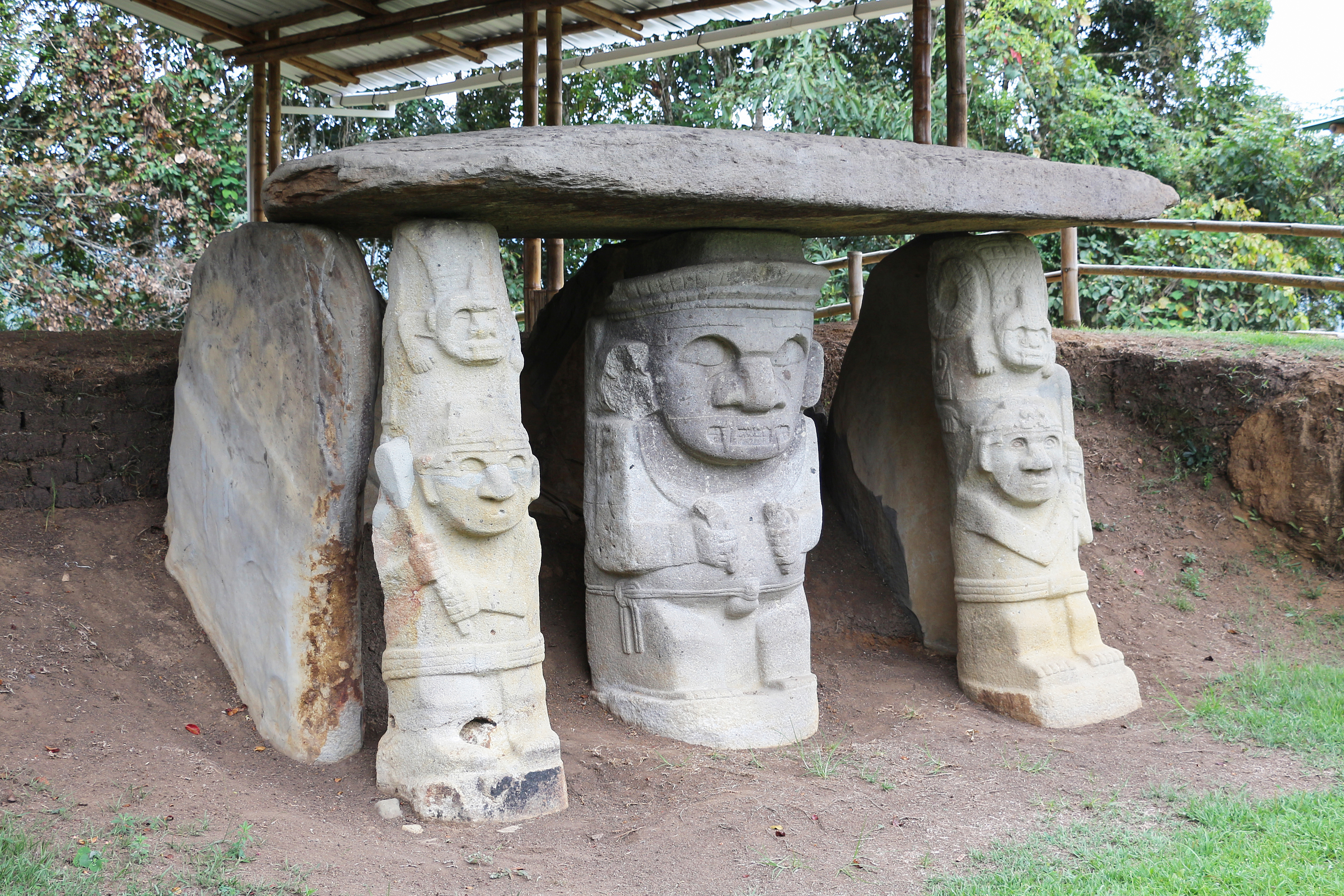
Parc archéologique de San Agustín

- Parc archéologique de San Agustín.
- Chute de Bordones.
- Cascade à El Pital.
- Parc naturel des « Guácharos ».
- Le « détroit » de Magdalena.
- Le barrage de Betania.
- Le désert de la  Tatacoa.
- Le volcan « Nevado del Huila ».
- Les eaux thermales de Rivera.
- Neiva.
- Rivera.
- Yaguara.
- Garzón.
- Cinq parcs nationaux.

## Sport
Tout comme dans le reste de la Colombie, le football est le principal sport d'Huila. Le Club Deportivo Atlético Huila (club sportif athlétique Huila) est l'unique équipe de la région représentée dans le Championnat de Colombie de football.